# Лаба, Матиас
Матиас Алехандро Лаба (исп. Matías Alejandro Laba; родился 11 декабря 1991 года, Вилья-Раффо, Буэнос-Айрес) — аргентинский футболист, полузащитник клуба « Сентраль Кордова» (Сантьяго-дель-Эстеро).

## Клубная карьера
Лаба начал профессиональную карьеру в клубе «Архентинос Хуниорс». В 2010 году он был включен в заявку основной команды. 27 февраля 2011 года в матче против «Велес Сарсфилд» Матиас дебютировал в аргентинской Примере, заменив во втором тайме Густаво Обермана. В своём втором сезоне он завоевал место в основе. В 2013 году Лаба перешёл в канадский «Торонто». Сумма трансфера составила 1,2 млн евро. 5 мая в матче против «Колорадо Рэпидз» Матиас дебютировал в MLS. 5 августа в поединке против «Нью-Инглэнд Революшн» он забил свой первый гол за «Торонто».
В конце сезона в команду пришли Джермейн Дефо, Майкл Брэдли и Жилберту, после чего клуб должен был освободить место под этих игроков и Лаба был обменян в «Ванкувер Уайткэпс». 9 марта 2014 года в матче против «Нью-Йорк Ред Буллз» он дебютировал за новый клуб. В 2015 году Матиас помог «кепкам» стать чемпионом первенства Канады. 19 июля в поединке против «Портленд Тимберс» Лаба забил свой первый гол за «Ванкувер».
В январе 2018 года Лаба вернулся в Аргентину, подписав однолетний контракт с клубом «Эстудиантес».

## Международная карьера
В 2011 году в составе молодёжной сборной Аргентины Лаба принял участие в молодёжном чемпионате мира в Колумбии. На турнире он сыграл в матчах против сборных Мексики, Англии, КНДР, Египта и Португалии.
В том же году в составе олимпийской сборной Матиас поехал в Мексику, где завоевал серебро Панамериканских игр. На турнире он сыграл в матчах против команд Бразилии, Коста-Рики, Кубы, Уругвая и Мексики. В поединке против кубинцев Лаба забил гол.

## Достижения
«Ванкувер Уайткэпс»
- Первенство Канады по футболу — 2015

Аргентина (до 23)
- Панамериканские игры — 2011